# Châtillon Saint-Vincent Calcio
L'Associazione Sportiva Dilettantistica Saint-Vincent Châtillon è la principale società calcistica di Châtillon e Saint-Vincent, in Valle d'Aosta. Milita in Seconda Categoria, ottava serie del campionato italiano di calcio.
Disputa le gare casalinghe presso lo Stadio Piergiorgio Perucca, a Saint-Vincent.

## Storia
Negli anni cinquanta e sessanta nasce il Circolo Sportivo Saint-Vincent Calcio che partecipa ai campionati organizzati dalla F.I.G.C. Comitato Piemonte-Valle d'Aosta e adotta come colore sociale l'azzurro.
L'ascesa della Società Circolo Sportivo Saint-Vincent inizia negli anni 80, con nuova denominazione C.S. Saint-Vincent Maros risalendo in tre annate dalla Prima Categoria all'Interregionale, con l'allenatore Nunzio Santoro, vincendo, nel 1984-1985, il campionato e gli spareggi contro le vincitrici degli altri gironi Juve Domo e Valenzana.
La stagione seguente l'assunzione di Giorgio Puia e 5º posto finale.
Nei successivi campionati, sempre in Interregionale con cambiamento della ragione sociale in C.S. Saint-Vincent S. Orso VdA ed in precario regime di commissariamento nel 1987-1988 con Paolo Sollier allenatore, e poi con il ritorno di Nunzio Santoro nel 1988-89, riuscì a mantenere la Categoria.
Nella successiva stagione 1989-1990,  con la Società sempre commissariata e allenatore Giuseppe Pallavicini, si registrò una retrocessione con ultimo posto e 12 punti conquistati.
Nel frattempo, l'attiguo sodalizio dello Châtillon si imponeva con allenatore Piero Ciri nel nuovo campionato di Eccellenza 1991-92. Quindi, per non scomparire, si operò una fusione con la società calcistica del comune confinante di Châtillon, assumendo la denominazione di Châtillon Saint-Vincent.
Da allora inizia un periodo di continui cambi di denominazione con strategie societarie non sempre positive.
Altra svolta degli indirizzi societari si ebbe nel 1998, anno del fallimento dell'Unione Sportiva Aosta 1911.
La dirigenza dello Châtillon Saint-Vincent colse l'occasione di questa situazione adottando i colori rossoneri della scomparsa squadra del capoluogo regionale e destinando nel contempo lo stadio Mario Puchoz di Aosta come campo principale, con il velleitario intento di ereditarne storia e seguito sportivo.
Nel 2000 cambiò ancora la denominazione in Valle d'Aosta Calcio.
La nuova società si scioglie definitivamente nel 2010, a seguito della retrocessione dal campionato Interregionale e della crisi finanziaria.
Nel 2013 si ebbe una svolta radicale, quando la Scuola Calcio Monte Cervino cambia denominazione in Saint-Vincent Châtillon ed assume come colori sociali il granata, in omaggio ad un vecchio club giovanile del luogo (U.S. Canossa), e l'azzurro storico del vecchio club di Châtillon e Saint-Vincent, ponendosi come obiettivo quello di una migliore identificazione territoriale ed ereditando di fatto la storia sportiva del vecchio club, con la prima squadra che gioca le partite interne allo stadio Perucca di Saint-Vincent.
Durante la stagione 2016-17, dopo essersi piazzato in 4ª posizione nel campionato di Prima Categoria, viene ripescato in Promozione.
Nella successiva stagione 2018-19, con l'ultimo posto in classifica a 12 punti, retrocede nuovamente in Prima Categoria, dove milita nel 2019-20.

## Campionati nazionali
| Categoria | Partecipazioni | Debutto   | Ultima stagione |
| --------- | -------------- | --------- | --------------- |
| D         | 10             | 1985-1986 | 1996-1997       |

## Palmarès

### Competizioni regionali
- Promozione: 1

1984-1985 (girone B)
- Eccellenza: 1

1991-1992 (girone A)